# Черниково (Татарстан)
Черниково — деревня в Пестречинском районе Татарстана. Входит в состав Богородского сельского поселения.

## География
Находится в северо-западной части Татарстана на расстоянии приблизительно 14 км на запад-северо-запад по прямой от районного центра села Пестрецы.

## История
Известна с 1565—1567 годов как Починок Енгилдеевской. Упоминалась также как Починок Новоцарёвской. Первоначально принадлежала Казанскому Спасо-Преображенскому монастырю, в XVII веке стала владельческой. Современное название по имени помещика Ф. С. Черникова-Онучина.

## Население
Постоянных жителей было: в 1782 году — 41 душа мужского пола, в 1859 — 81, в 1897 — 99, в 1908—108, в 1920—121, в 1926—176, в 1949—132, в 1958—156, в 1970 — 62, в 1979 — 31, в 1989 — 19, в 2002—11 (русские 73 %, татары 27 %), 7 в 2010.